# Janne Elst
Janne Elst (* 21. April 1989) ist eine belgische Badmintonspielerin. 

## Karriere
Janne Elst wurde 2008 dreifache Vizemeisterin bei den belgischen Juniorenmeisterschaften. 2010 wurde sie flämische Meisterin im Damendoppel und ebenfalls erstmals nationale Titelträgerin im Doppel mit Jelske Snoeck. Beide starten gemeinsam auch bei der Weltmeisterschaft des letztgenannten Jahres, schieden dort jedoch schon in der ersten Runde aus.